# Superbird B2
O Superbird B2, também conhecido por Superbird 4 (sua designação de pré-lançamento), foi um satélite de comunicação geoestacionário japonês construído pela empresa Hughes, ele esteve localizado na posição orbital de 162 graus de longitude leste e era operado inicialmente pela Space Communications Corporation (SCC) e posteriormente pela SKY Perfect JSAT Corporation. O satélite foi baseado na plataforma HS-601HP e sua vida útil estimada é de 13 anos.

## História
A Space Communications Corporation (SCC) de Tóquio ordenou a construção do seu segundo satélite, o Superbird 4, pela Hughes Space and Communications International (HSCI), Inc., em 6 de abril de 1998. O novo satélite de comunicações começou a servir o Japão por volta da virada do século, a partir do sua posição orbital de 162 graus de longitude leste. A HSCI é a atual Boeing Satellite Development Center (BCSS).
Denominado de Superbird 4 (rebatizado em órbita para Superbird B2), o satélite foi baseado no modelo Hughes HS-601HP.
O Superbird 4 permitiu a SCC atender à crescente demanda por serviços de telecomunicações de negócios em todo o Japão e na região da Ásia-Pacífico, através dos seus 23 transponders ativos de banda Ku e um feixe local de banda Ku orientável. O satélite também levava banda larga e serviços de dados de alta velocidade, através de 6 transponders de banda Ka.

## Lançamento
O satélite foi lançado com sucesso ao espaço no dia 18 de fevereiro de 2000, às 01:04 UTC, por meio de um veículo Ariane-44LP H10-3, laçando a partir do Centro Espacial de Kourou, na Guiana Francesa. Ele tinha uma massa de lançamento de 4.057 kg.

## Capacidade e cobertura
O Superbird B2 era equipado com 23 transponders ativos de banda Ku e seis em banda Ka para fornecer comunicações de negócios para o Japão e Okinawa.